# 正木安左衛門
正木 安左衛門（安左衞門、まさき やすざえもん、1840年9月27日（天保11年9月2日）- 1913年（大正2年）6月18日）は、明治期の地主、農業経営者、政治家。衆議院議員。幼名・徳三郎、徳次郎。

## 経歴
山城国乙訓郡今里村（京都府乙訓郡乙訓村字今里、長岡町を経て現長岡京市）で、地主、農業・正木安兵衛（旧姓・山脇）、りう（祖父・安兵衛長女）の長男として生まれる。漢学、詩文、法学、政経学を修めた。
1876年（明治9年）5月、乙訓郡第三区長に就任。兼学区取締、同郡第四組戸長兼学区取締、乙訓郡書記を歴任。1882年（明治15年）7月、京都府会議員に選出され、通算3期在任して、1892年（明治25年）2月に辞任。
1889年（明治22年）4月、乙訓村会議員に就任。乙訓郡農会長、乙訓村勧農会長、乙訓郡農談会長、京都府農会議員を務め、農業振興に尽力。
1890年（明治23年）7月、第1回衆議院議員総選挙（京都府第3区、 自由党）で落選したが、1892年2月の第2回総選挙（京都府第3区、弥生倶楽部）で当選し、衆議院議員に1期在任した。